# 比庫尼亞斯山
比庫尼亞斯山（西班牙語：Cerro Vicuñas），是智利的山峰，位於該國中北部阿塔卡馬大區，毗鄰與阿根廷接壤的邊境，屬於安第斯山脈的一部分，海拔高度6,067米。
27°01′17″S 68°37′08″W / 27.0214°S 68.6189°W